# 蔡元农
蔡元农（1922年11月—1992年7月4日），原名蔡振万，曾化名李文宣，男，湖北潜江人，中华人民共和国政治人物。

## 生平
蔡元农是湖北省潜江县（今潜江市）杨市蔡湖村人，少时在潜江县立完全小学读书。1937年春，考入湖北省第四区简易师范学校（又称荆州简师）。1938年春节期间，参与发动和组织驱赶主持学校工作、阻挠学生进行抗日活动的教导主任王家福的活动。在继任教导主任（中共党员）田绥祥引导下接受共产主义。1938年10月，参加中华民族解放先锋队。1939年1月6日，在张国栋、傅君哲（夫妻，分别为音乐、理化老师）介绍下，蔡元农加入中国共产党。1940年，担任师范班党支部书记，并被选为学生自治会副总干事长。
1941年，被调任中共公安县委宣传部长。8月，以安乡县永成乡中心小学教导主任李文宣的公开身份担任中共安乡县委书记。1942年，任中共安乡县委书记，代管常德、南县边界的支部。1943年1月，他与妻子余鸣华被派往湖南常德阳城乡国民学校教书，开始筹备组建新四军江南游击队。之后，他被派往石（首）公（安）华（容）县任行政特派员，与江南挺进支队抵达华容桃花山。1943年6月6日，他率部参加潜江熊口之战，歼灭汪伪十师第二旅朱炳坤部。同年湘鄂边特委派遣特委负责人之一、中共公安县委书记张泽生来石首，开辟石公华敌后抗日根据地。同年9月1日，中共石公华县委在潜江熊口成立，张泽生任书记，李凌云任副书记兼组织部长，蔡元农任宣传部长。
1944年3月，被中共襄河地委调往荆潜县任民运部长。1945年7月，中共荆潜县委派出工作组，组成荆潜农民救国会，蔡元农担任主席。1945年10月，任中共襄南地委民运科长兼宣传科长，负责征兵工作。1946年1月，率武工队重返潜江，将潜南、潜西武工队合编为潜西武工队。第二次国共内战期间，参加中原突围，被调回荆潜县任县委委员、副县长。1946年7月，到京（山）钟（祥）中心县委工作。到达京山时，中共江汉区党委要他转移到苏北。在抵达沙市后，得知国军正向苏皖解放区进攻，因无法转移，抵达襄阳二中担任音乐、美术教员。不久，被调入襄南报社工作，后又被调到襄南军政干部学校任政治教育处主任，并主持全面工作。1948年11月，任沔阳军分区政治部宣传科长。
中华人民共和国成立后，1950年6月任中央军委情报部组教科长、政治处主任。1957年6月进入解放军政治学院学习，1959年任解放军政治学院教员。1955年，荣获三级解放勋章。1960年，被授予上校军衔。1964年5月任南京外国语文学院政治部副主任兼政治教研室主任，后升任政治部主任。文化大革命期间受到审查批斗，被关押在南京、北京等地。1970年，获得平反，调任江苏省军区政治部副主任。1979年6月，担任基建工程兵政治部宣传部长，之后升任政治部副主任。1981年9月至1983年11月，担任基建工程兵纪律检查委员会副书记。1988年，荣获解放军功勋荣誉章。1992年7月4日在北京病逝。遵循遗愿，潜江市人民政府将其骨灰运回潜江，撒入东荆河。